# Leer (Südsudan)
Leer (Ler, Līr) ist eine Stadt in Südsudan und der Hauptort des gleichnamigen Leer County. Es ist das am dichtesten besiedelte County in Südsudan.
Zwischen Oktober 2015 und Februar 2020 wurde das Gebiet als „Southern Liech State“ bezeichnet.

## Geographie
Leer ist ein Territorium der Dok Nuer. Die Stadt liegt im Gebiet des Ölfeldes Block 5A, welches als „weitläufiges, flaches Sumpfland verschmutzt durch die Ölfelder“ („a sprawling, flat, marshland littered with oil fields“) beschrieben. Der Ort selbst liegt an der Mündung des Khor Yair in das Khor Wangleik. Der Gages Channel führt im Osten zum Khor Gul. Eine Route führt entlang der Wadis von Nordwesten nach Südosten nach Pilling und Adok. Nach Juba kann man nach einer zweitägigen Busfahrt oder einem 1,5-stündigen Flug gelangen. Die Straßen sind in der Regenzeit kaum passierbar. Dann gibt es fast nur die Möglichkeit mit dem Boot den Nil zu befahren.

### Leer County
Leer County ist eine Verwaltungsregion des Bundesstaats Unity (Western Upper Nile).

## Geschichte

### Bürgerkrieg
Der Zweite Sudanesische Bürgerkrieg brach 1983 aus und die Rebellen der Sudan People’s Liberation Army (SPLA) eroberten Leer im März 1986.
Später gewannen die von der Regierung des Sudan unterstützten South Sudan Defense Forces (SSDF) unter Riek Machar wieder die Kontrolle über die Öl-Konzession Block 5A.
Erst um 1998 wurden dort Zwangsumsiedlungen der Bevölkerung vorgenommen, als ein neues Konsortium unter Führung der schwedischen Lundin Petroleum mit der Ölförderung begann.
Zugleich begann eine rivalisierende Miliz der Nuer unter Major General Paulino Matip Nhial Ortschaften und Siedlungen in dem Gebiet, einschließlich des Hauptortes anzugreifen. 
In einer Reihe von Attacken auf Leer im April 1998 brannten die Einheiten von Paulino Matiep das Dach des großen Krankenhauses ab, welches aus Ziegeln erbaut worden war, zerstörten die katholische Kirche, verbrannten den Markt und verursachten viele weitere Schäden. Das Krankenhaus wurde später geschleift.
Bis Juli 1998 waren 250 Häuser, 50 Läden und 2.500 Rinderkrals in Leer zerstört worden.
Die Einheiten von Matiep stahlen oder töteten die Rinder und machten die Frauen zu ihren Trägerinnen.
Im Dezember 1998 kommentierte das Welternährungsprogramm der Vereinten Nationen (WFP) Leer sei zu einer Geisterstadt geworden.
Riek Machars SSDF-Miliz wendete sich von der Regierung des Sudan ab und näherte sich der SPLA an.
Im Juli 1999 verkündete die Regierung, dass der Block von den „Rebellen“ der SSIM/A  gesäubert worden sei. 
Das Gebiet wurde zu der Zeit von den Sudanese Armed Forces und von Matieps Miliz kontrolliert.
Die SSDF unter Kommandant Tito Biel hatte jedoch  Munition von den früheren Rivalen der SPLA erhalten und begann im selben Monat eine Offensive nördlich von Leer, welche bis nach Duar, Koch, Boaw und Nhialdiu führte. Im September 1999 verlor die SSDF Leer und konnte die Stadt nicht wieder einnehmen.
Bald darauf verlor die Regierung erneut die Kontrolle.
Trotz einer Waffenruhe eroberte die Regierung des Sudan im Januar 2003 Leer zurück und versuchte die Routen südlich von Bentiu nach Koch und Leer bis zum Hafen von Adok am Nil zu säubern. Die Attacke war offensichtliche ein erneuter Versuch das Gebiet für die Ölausbeutung zu räumen.
Nach Unterzeichnung des Naivasha-Abkommens (Comprehensive Peace Agreement) 2005 begannen Flüchtlinge langsam wieder zurückzukehren.
Im Dezember 2009 errichtete die Verkehrspolizei Straßensperren entlang der Straße zwischen Panyijar County und Leer und forderte hohe Bestechungsgelder von Reisenden.
Im März 2011 begann der Gouverneur des Unity State, Taban Deng Gai, eine Rekrutierungskampagne für die Armee. Im April wurde berichtet, dass die Leer County Police junge Männer gewaltsam in die Armee zwängen, anscheinend auf Anweisung des County Commissioners, der selbst auf Anweisung des Gouverneurs handelte.
Am 12. Mai 2011 detonierten Landminen in der Straße von Leer nach Bentiu. Dabei wurden zwei Fahrzeuge zerstört, drei Personen getötet und mehrere Personen schwer verletzt. Die Grenze zum Sudan im Norden war blockiert und es kam zu Versorgungsengpässen. Außerdem gab es Gerüchte, dass Milizen nach Süden zögen.

## Wirtschaft
Das Ebene rund um Leer wird in der Regenzeit überflutet, weshalb Feldfrüchte immer zeitig angebaut werden müssen. Ernährungs-Alternativen bieten Jagd, Fischerei und das sammeln essbarer Wildpflanzen.
Naath FM, die einzige Radiostation im Leer County, ging im Januar 2009 offiziell auf Sendung. „Naath“ bedeutet „Bürger“ in der Sprache der Nuer.
Sicherheit ist noch immer ein großes Problem.

## Gesundheit und Bildung
2010 führten Médecins Sans Frontières ein großes Krankenhaus in Leer mit etwa 150 einheimischen Mitarbeitern, acht ausländischen Mitarbeitern und drei regionale Mitarbeitern. Das Krankenhaus hat eine Ambulanz, eine klinische Abteilung für Behandlungen und Operationen, einen Operationssaal, eine Mütter und Neugeborene-Station, ein therapeutisches Ernährungszentrum, ein Tuberkulose-Programm und ein Labor. Das Krankenhaus war 2014 erneut geplündert und zerstört worden.
Die Leer Primary School mit 4 Klassenzimmern wird von mehr als 2.000 Kindern besucht. Die meisten Klassen werden im Freien unter Bäumen unterrichtet. Die Schule war 1961 gebaut und 1962 eröffnet worden. Auch Schüler der Missionary Leer Elementary School in Reek Yuol wurden dort unterrichtet.
Die Hilfsorganisation GUA Africa Charity von Emmanuel Jal wird fünf neue Klassenzimmer für die Grundschule errichten.
Später soll auch eine weiterführende Schule errichtet werden.

## Persönlichkeiten
- Riek Machar, Vizepräsident des Südsudan
- Emmanuel Jal, Hip-Hoper. Geboren in Leer in den frühen 1980ern, war Kindersoldat und wurde später nach Nairobi gebracht, wo er seine musikalische Karriere begann. Jal hat eine Hilfsorganisation gegründet um die The Emma Academy in Leer zu errichten.[16]